# Affaire Balco
Pour les articles homonymes, voir Balco (homonymie).
L'affaire Balco est un scandale de dopage qui touche le sport américain au printemps 2003. Il tient son nom du Laboratoire Balco (en) (Bay Area Laboratory Co-Operative), propriété de Victor Conte.

## Déroulement
L'affaire commence en juin 2003 par un appel téléphonique, alors anonyme, de l'entraîneur d'athlétisme Trevor Graham (ex-entraîneur de Marion Jones) à l'USADA. Dans cet appel, il accusait des athlètes d'avoir recours à une substance indétectable aux contrôles antidopage. Il désignait Victor Conte comme organisateur du trafic. Il faisait parvenir une seringue utilisée par les athlètes, ramassée dans un vestiaire, et supposée avoir contenu « The Clear », un dopant invisible par les méthodes en œuvre dans les laboratoires agréés par le CIO. Ces méthodes reposaient sur une analyse au moyen de la chromatographie en phase gazeuse à la spectrométrie de masse (GC/MS). L'USADA envoie un extrait du contenu de la seringue au Anti-Doping Research Institute de l'Université de Californie à Los Angeles, dirigé par le Dr. Don Catlin. Grâce à une nouvelle méthode reposant sur le couplage de la chromatographie en phase liquide à la spectrométrie de masse (LC/MS), Don Catlin et son équipe identifient le composé principal du contenu de la seringue comme étant la tétrahydrogestrinone (THG), et mettent au point un protocole d'identification et de dosage dans l'urine,.
Une perquisition effectuée au siège du laboratoire Balco le 3 septembre 2003 permettait de découvrir des hormones de croissance, des stéroïdes et une liste de clients parmi lesquels :
- Baseball : Barry Bonds, Jason Giambi, Gary Sheffield, Benito Santiago, Jeremy Giambi, Bobby Estalella, Armando Rios
- Athlétisme : John McEwen (en), Kevin Toth, C. J. Hunter, Dwain Chambers, Marion Jones, Tim Montgomery, Raymond J. Smith, Kelli White, Regina Jacobs
- Boxe : Shane Mosley
- Cyclisme : Tammy Thomas
- Football américain : Bill Romanowski, Tyrone Wheatley, Barrett Robbins, Chris Cooper (en), Dana Stubblefield

Le 15 juillet 2005, Victor Conte et Greg Anderson évitent le procès en plaidant coupable et en concluant un accord financier. Victor Conte est condamné à quatre mois de prison et quatre mois de résidence surveillée.
Le 15 novembre 2007, Barry Bonds est poursuivi pour parjure.
En décembre 2007, le San Francisco Chronicle révèle que la sprinteuse Marion Jones a elle aussi consommée de la THG en 2000-2001.  Elle rendit en 2007 les trois médailles d'or et les deux médailles de bronze remportées aux Jeux Olympiques de Sydney en 2000. Le 11 janvier 2008, elle est condamnée à six mois de prison pour parjure et est incarcérée le 7 mars 2008.
Le 4 avril 2008, la cycliste Tammy Thomas est reconnue coupable de parjure.